# 高尾龍屬
高尾龍屬（意為「尾部深厚的游泳者」）是種史前爬行動物，屬於雙孔亞綱的鐮龍類，生存於三疊紀晚期的紐澤西州。高尾龍是種小型動物，身長約12公分。目前已發現數十具標本，但沒有發現較完整的骨骼。

## 爭議
古動物學家對於高尾龍是樹棲動物、或水生動物，目前還在爭議中。高尾龍屬於鳥首龍目的猴蜥類（Simiosauria），這是一個樹棲爬行動物的演化支，四肢具有抓握能力。巨爪蜥是高尾龍的近親，也是種類似變色龍的樹棲爬行動物。
有些科學家提出不同理論，認為高尾龍具有高而窄的尾巴，可能適合水中生活。而化石也發現於湖泊沉積層的底層。
但是，高尾龍的化石相當不完整，缺乏頭部、頸部、手掌、腳掌等關鍵部位，因此古動物學界目前還無法做出定論。

## 外部連結
- （英文）三疊紀的猴子蜥蜴－猴蜥類 - Hairy Museum Of Natural History網站